# NGC 131
NGC 131 es una galaxia espiral barrada localizada en la constelación de Sculptor. Fue descubierta el 25 de septiembre de 1834 por John Herschel. Esta galaxia pertenece al grupo de galaxias NGC 134: NGC 115, NGC 148, NGC 150, PGC 2000 (a menudo confundido con IC 1554), IC 1555 y PGC 2044.

## Apariencia
John Herschel describió la galaxia como "medio débil, bastante grande, bastante extendido, gradualmente más brillante".